# مطار جربة جرجيس الدولي
مطار جربة جرجيس الدولي كان سابقا تحت اسم (مطار جربة مليتة الدولي) يقع في جزيرة جربة التونسية، قرب مدينة مليتة.
يخدم هذا المطار بشكل عام الجنوب الشرقي للجمهورية التونسية.
وكأغلب المطارات التونسية تتم إدارة المطار من قبل ديوان الطيران المدني والمطارات.

## التعريف بالمطار
يقع المطار على بعد 9 كيلومترات غرب مدينة حومة السوق وبالقرب من مدينة مليتة. وضع حيز التنفيذ سنة 1970، لتسيير ودعم الأداءت السياحية بالبلاد.
يغطي المطار مساحة قدرها 295 هكتار أي ما يعادل 73000 م² إضافة إلى المحطة الجديدة التي تغطي 57000 م² ٱفتتحت في 22 ديسمبر 2007، يتسع المطار إلى 4 ملايين مسافر سنويا٬ ويرتبط نشاطه في المقام الأول لحركة السياح القادمين لزيارة جزيرة جربة السياحية.

## شركات الطيران التي تخدم المطار
| الشركات                      | الوجهات |
| ---------------------------- | --- |
| الخطوط الجوية الإيطالية      | روما ليوناردو دا فينشي |
| أركي فلاي                    | أمستردام |
| إدلويس إير                   | شارتر: زيورخ |
| إنتر إير                     | شارتر: وارسو، كاتوفيتسه |
| خطوط أسل الجوية فرنسا        | ليون، باريس شارل ديغول |
| جيت إير فلاي                 | بروكسل، شارلروا، لييج |
| لوكس إير                     | لوكسمبورغ |
| الطيران الجديد تونس          | باريس شارل ديغول، موسكو فنوكوفو، تونس قرطاج، ليون، تولوز، نانت، مارسيليا، ليل موسمي: الجزائر هواري بومدين، بازل - ميلوز - فريبورغ، بيرغامو، برلين تيجيل، بولونيا، بريست، بروكسل، كولونيا، دوفيل، دوسلدورف، النفيضة الحمامات، إرفورت، جنيف، هانوفر، كاتوفيتسه، لايبزيغ، ليوبليانا، لندن غاتويك، مانشستر، ميتز نانسي، موسكو دوموديدوفو، ميونخ، نابولي، روما فيوميتشينو، سان بطرسبرج، ستوكهولم، ستراسبورغ، شتوتغارت، فيينا، فيرونا، زيورخ |
| سيفاكس أيرلاينز              | باريس شارل ديغول، طرابلس |
| الخطوط التونسية              | بازل - ميلوز - فريبورغ، بروكسل، دوسلدورف، جنيف، هامبورغ، ليون، مارسيليا، ميونخ، نانت، نيس، باريس أورلي، ستراسبورغ، زيورخ، توزر نفطة |
| الخطوط التونسية السريعة      | تونس قرطاج |
| خطوط توماس كوك الجوية        | لندن غاتويك، مانشستر |
| خطوط توماس كوك الجوية بلجيكا | بروكسل، لييج، أوستند |
| خطوط طومسون الجوية           | موسمي: لندن غاتويك |
| ترانسافيا.كوم                | مطار سخيبول أمستردام، نانت، باريس أورلي |
| خطوط إكس أل الجوية الفرنسية  | شارتر: باريس شارل ديغول |

## إحصائيات
| السنوات       | 2019      | 2024      |
| ------------- | --------- | --------- |
| عدد المسافرين | 589 014 2 | 957 203 2 |
| المصادر       | [ 5 ]     | [ 6 ]     |